# Aram Sarkisjan (ur. 1961)
Aram Zaweni Sarkisjan, orm. Արամ Զավենի Սարգսյան (ur. 22 lipca 1961 w Araracie) – ormiański polityk, premier Armenii w latach 1999–2000.